# Meursault (Band)
Meursault ist eine schottische Indie-Rock-Band aus Edinburgh, die 2006 gegründet wurde. Der Musikstil der Band um den Singer-Songwriter Neil Pennycook wird als Folktronica, Alternative Rock und Indie-Folk kategorisiert. Die Band selbst beschreibt ihren Stil als "epic lo-fi". Der Name der Band ist eine Anspielung auf die Hauptfigur des Romans "Der Fremde" von Albert Camus.
Ihre bisherigen Veröffentlichungen wurden von den Musik- und Unterhaltungsmedien sowohl in Schottland als auch landesweit gut aufgenommen. In den Jahren 2009 und 2010 wurde die Band regelmäßig von lokalen und nationalen BBC-Radiosendern gespielt und von einer Reihe von BBC-Moderatoren wie Gideon Coe, Marc Riley, Vic Galloway und Nemone in die Playlist aufgenommen. Sie traten bei vielen Musikfestivals auf, darunter RockNess, T in the Park, Truck, End of the Road und Glastonbury. Im Mai 2013 wurde Meursaults drittes Studioalbum Something for the Weakened für den Scottish Album of the Year (SAY) Award nominiert. Im Jahr 2017 wurden sie erneut ausgezeichnet, als das Album "I Will Kill Again" auf der Longlist für diesen Preis stand.
Das letzte vollständige Album der Band, Crow Hill, wurde Mitte 2019 veröffentlicht.

## Geschichte
Meursault wurden gegründet, als der Sänger und Songschreiber Neil Pennycook begann, mit Freunden aus seiner Heimatstadt Penicuik am Rande von Edinburgh aufzutreten. Pennycook bemerkte: "Bis ich 21 war, spielte ich Basketball, und zwar nur Basketball. Ich war genauso leidenschaftlich dabei, wie ich es jetzt bei der Musik bin. Aber ich verletzte mich am Knie und musste sechs Monate pausieren, also fing ich an, Gitarre zu spielen. Und das war's."
2006 veröffentlichte die damals dreiköpfige Band Meursault eine EP, Making the Most of the Raw Materials of Futility, über das Glasgower Indie-Label Struck Dum Records.
Die Band veröffentlichte 2008 ihr Debütalbum Pissing on Bonfires / Kissing with Tongues im Eigenverlag, bevor 2009 eine zweite Auflage bei dem in Edinburgh ansässigen Independent-Label Song von Toad Records veröffentlicht wurde.
2009 stießen Phillip Quirie und Pete Harvey zur Band. 2012 erklärte Pennycook: "Ich war ein großer Fan von Pete durch Khaya und Desc und The Leg, und dann kam er, um das Cold Seeds Album zu machen. Ich sagte ihm, dass ich seine Sachen wirklich mag, und er sagte dasselbe, und er fragte tatsächlich, ob er der Band beitreten könne. Das hat mir sehr geschmeichelt. An diesem Tag nahm ich auch mit King Creosote auf - ich kaufte seine Platten, seit ich auf dem College war. Das war ein guter Tag".
Ende 2009 trugen Neil Pennycook und Peter Harvey zusammen mit Frances Donnelly (Animal Magic Tricks) und Kenny Anderson (King Creosote) zu dem gemeinsamen Album Cold Seeds bei. Anderson, Donnelly und Pennycook schrieben alle Songs für das Projekt, das alle vier Künstler dann gemeinsam aufnahmen.
Die Band hat zahlreiche Konzerte in Edinburgh und Glasgow gespielt und ging 2009 auf ihre erste landesweite Tournee. Anfang 2010 gab die Band bekannt, dass ihre erste Europatournee im April und Mai desselben Jahres stattfinden würde.
Das zweite Album der Band, All Creatures Will Make Merry, wurde auf Song von Toad Records als limitierte, handgefertigte CD veröffentlicht, die Anfang April 2010 bei Einführungsveranstaltungen in Glasgow und Edinburgh an die Gäste verteilt wurde, bevor es am 24. Mai 2010 landesweit veröffentlicht wurde.
2012 veröffentlichte die Band ihr drittes Studioalbum, Something for the Weakened. Es wurde 2013 für den Scottish Album of the Year (SAY) Award nominiert.
2014 veröffentlichte die Band ein Mini-Album mit dem Titel The Organ Grinder's Monkey, das mit Hilfe einer Kickstarter-Kampagne zusammengestellt wurde, um den Auftritt der Band bei der SXSW in Austin, Texas, zu finanzieren.
Im Juli 2014, nach Meursaults South by Southwest Tour (SXSW), wurde bekannt gegeben, dass sich die Band offiziell auflösen würde. Hauptgründe waren, dass die Bandmitglieder persönliche familiäre Prioritäten hatten und dass Pennycook verstärkt als Solokünstler auftreten wollte.
Pennycook machte unter dem Namen Supermoon bis Juli 2016 weiter. Der Hauptunterschied zwischen der ursprünglichen Band und der der "neuen" Meursault besteht darin, dass es sich jetzt im Wesentlichen um ein Soloprojekt mit einer wechselnden Besetzung von Leuten handelt, die mit Pennycook auftreten. Bei einer Meursault-Show tritt nun abwechselnd ein sechsköpfiges Ensemble oder nur Pennycook selbst auf. Die aktuelle Besetzung ist Neil Pennycook, Robyn Dawson, Reuben Taylor, Calum Macleod, Fraser Calder und Jayson Turner.
2016 veröffentlichte Meursault die EP Simple Is Good und 2017 das Album I Will Kill Again. Das Album wurde 2017 in die Top 10 der Scottish Album of the Year Awards gewählt, ebenso wie sein vorheriges Album Something for the Weakened von 2013.
Im Jahr 2018 veröffentlichte Meursault das digitale Album Fuck Off Back to Art School & Other Stories, das Teil einer einjährigen Albumkampagne war. Darauf folgte das Album Crow Hill. Es feierte sein Live-Debüt während des Edinburgh Festival Fringe.
Crow Hill wurde im Chamber Studio aufgenommen und vom Besitzer des Studios, Graeme Young, koproduziert. Das Album wurde von Mandy Parnell gemastert (die bereits mit Radiohead, Björk und The XX gearbeitet hatte), und das Artwork wurde von Pablo Clark produziert.

## Mitglieder
- Neil Pennycook (2006–aktuell)
- Calum MacLeod (2008–2014) (2016–aktuell)
- Fraser Calder (2006–2011) (2016–aktuell)
- Robyn Dawson (2016–aktuell)
- Reuben Taylor (2016–aktuell)
- Jayson Turner (2016–aktuell)
- Pete Harvey (2009–2014)
- Rob St. John (2011–2014)
- Kate Miguda (2011–2014)
- Sam Mallalieu (2011–2014)
- Lorcan Doherty (2011–2014)
- Ben Fletcher (2012–2014)
- Philip Quirie (2009–2011)
- Chris Bryant (2006–2011)
- Gavin Tarling (2008–2011)

## Diskografie

### Albums
- Pissing on Bonfires / Kissing with Tongues (2008)
- All Creatures Will Make Merry (2010)
- Something for the Weakened (2012)
- The Organ Grinder's Monkey (2014)
- I Will Kill Again (2017)
- Fuck Off Back to Art School & Other Stories (Digital Release 2018)
- Archive (Digital Release 2018)
- Crow Hill (2019)

### EPs
- Making the Most of the Raw Materials of Futility (2006)
- Nothing Broke (2009)
- Simple Is Good (2016)
- Meursault Vol. 1, 2, 3 (2020) - unter dem Namen Neil Scott Pennycook

### Singles
- William Henry Miller Pt.1 / The Dirt & The Roots (2009)
- William Henry Miller Pt.2 / A Few Kind Words (2009)
- Flittin’ (2012)
- Dull Spark (2012)